# دالة أويلر

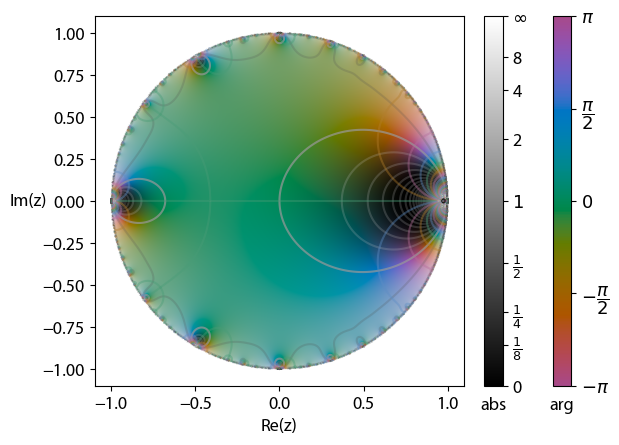
رسمة تلوين المجال ϕ على المستوى العقدي.

في الرياضيات، تُعطى دالة أويلر (بالإنجليزية: Euler function)‏ بواسطة
{\displaystyle \phi (q)=\prod _{k=1}^{\infty }(1-q^{k}),\quad |q|<1.}
سميت على اسم ليونهارت أويلر، وهي مثال نموذجي لسلسلة q وتقدم مثالًا أوليًا للعلاقة بين التركيبات والتحليل العقدي.